# Muhàmmad al-Haiximí
Xaïkh Muhàmmad ibn Àhmad ibn al-Haiximí ibn Abd-ar-Rahman al-Hassaní at-Tilimsaní, més conegut simplement com Al-Haiximí o Muhàmmad al-Haiximí (Subda, prop d'Orà, 17 de setembre de 1881 - Damasc, 20 de desembre de 1961) fou un teòleg i sufí algerià d'origen xerifià. Va escriure una dotzena de tractats religiosos.